# La Luz, León
La Luz är en ort i Mexiko.   Den ligger i kommunen León och delstaten Guanajuato, i den centrala delen av landet, 300 km nordväst om huvudstaden Mexico City. La Luz ligger 1 842 meter över havet och antalet invånare är 415.
Terrängen runt La Luz är platt åt sydväst, men åt nordost är den kuperad. Runt La Luz är det tätbefolkat, med 257 invånare per kvadratkilometer. Närmaste större samhälle är León de los Aldama, 17,4 km nordväst om La Luz. Trakten runt La Luz består till största delen av jordbruksmark.